# 乾球温度

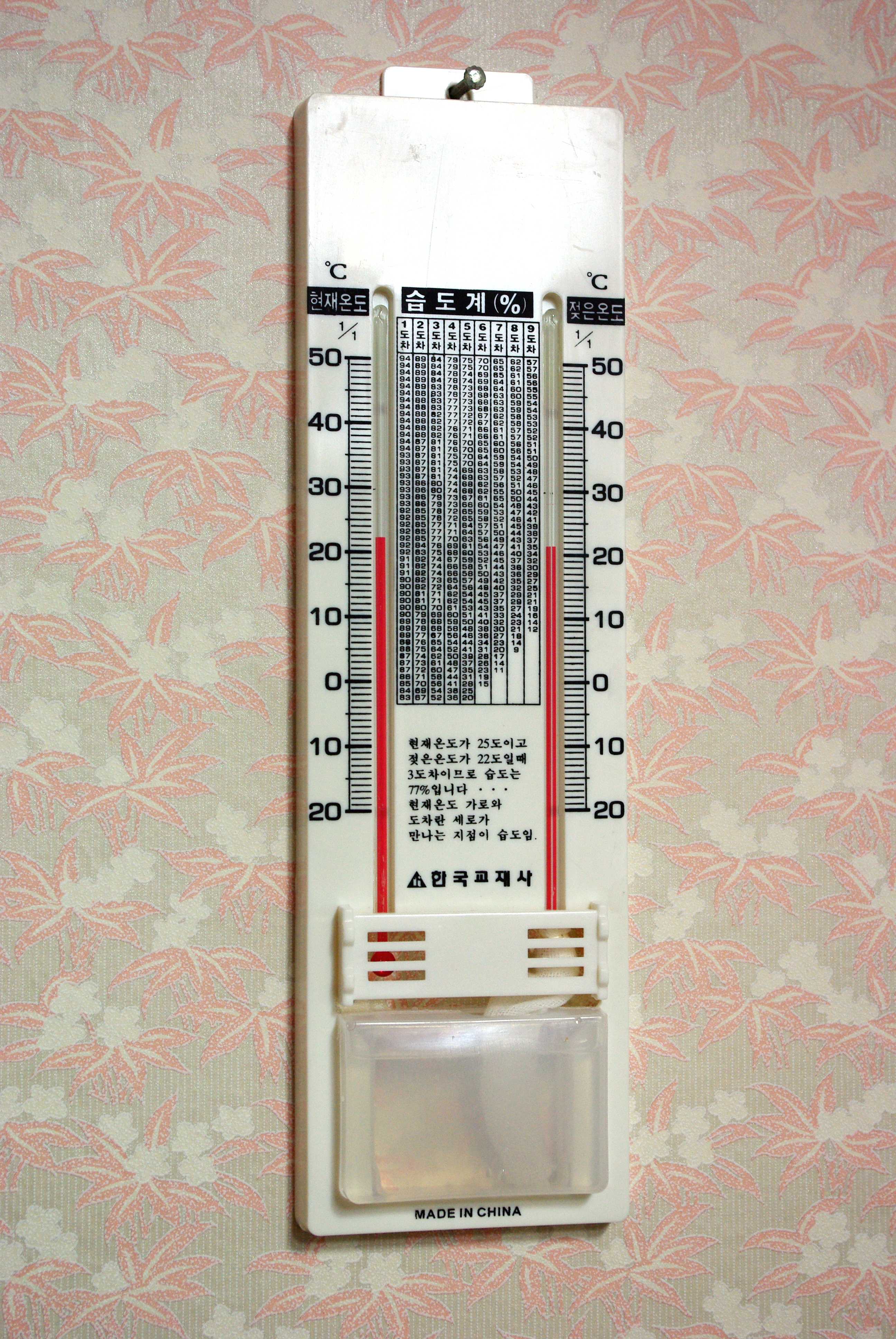
乾湿計。左の温度計が乾球温度を示す。

乾球温度（かんきゅうおんど、英: dry-bulb temperature）とは、乾湿温度計（乾湿計）において乾球側の示す温度をいう。
いわゆる空気の温度（気温）のこと。対の言葉に湿球温度があり、他にも放射温度やグローブ温度がある。
記号は t 、単位は ℃ (DB) または ℃DB である。DBは乾球(dry bulb)。